# كاري كونكلين
كاري كونكلين (بالإنجليزية: Cary Conklin)‏ هو لاعب كرة قدم أمريكية أمريكي، ولد في 29 فبراير 1968 في ياكيما في الولايات المتحدة.

## وصلات خارجية
- كاري كونكلين على موقع مرجع كرة القدم المحترفة.كوم (الإنجليزية)